# Diablos de Hojalata

Diablos de Hojalata personaje principal del pase del Niño Rey de Reyes en la ciudad de Riobamba

Histórico personaje ecuatoriano declarado patrimonio cultural inmaterial el mes de enero del 2017, nombrado como Diablos de Hojalata, portan una careta roja con negro que ameniza cada encuentro religioso, en el cual se encuentran al final y al inicio de cada pase del Niño, y esto representa la custodia al Niño Rey de Reyes en la ciudad de Riobamba.

## Historia
El diablo de hojalata nace hace aproximadamente 70 años, es una imitación de las caretas de cuero que fabricaban los indígenas de Cacha (parroquia rural ubicada a 40 minutos de la ciudad de Riobamba) y renació en un barrio tradicional llamado Santa Rosa donde eran comunes los talleres de hojalatería es muy ameno ver como cada diciembre sus devotos se disfrazan para rendir un digno  homenaje al Niño Rey de Reyes.

## Vestimenta
La vestimenta representa elegancia en donde el color negro juega un papel fundamental ya que  consta de zapatos de charol negros, pantalón de tela casimir  negra, corbata elegante negra, camisa blanca, camisón colorido azul y rojo , guantes blancos, pañuelos, trenza de cabuya,  careta de lata de color rojo con negro  , y la sonaja para hacer llamativo su  baile.

### Caretas del Diablo de Lata
Son elaboradas en lata, siendo únicas a nivel de Sudamérica y no existe réplica alguna en ningún país sudamericano, solo se encuentra en Ecuador y originalmente es una careta de lata roja con negro, conforme los años que se participa en la danza la careta se vuelve más decorada, hasta poseer una chiva de color negro.

### Trenza de Cabuya
Representa el cabello del diablo y entre más tiempo se participa en la danza su cabellera va creciendo, la misma debe tocar la tierra. La trenza se relaciona con elementos sagrados referentes a la naturaleza y la unión con la misma. En la cultura indígena, el cabello se considera como un tesoro sagrado. entre más largo sea su cabello se puede establecer una mejor comunicación a nivel geográfico.
El hecho de que la trenza de cabuya alcance el suelo les permite obtener fuerza de la Pachamama para continuar con su baile tradicional.

### Colores
En la antigüedad se usaban los colores blanco que representaba el bien y al contrario el negro y rojo que simbolizan el mal para el mundo católico, posteriormente adoptaron los colores representativos de la ciudad para diseñar la vestimenta sobre el Diablo de Lata.

### Farol
Objeto utilizado de forma exclusiva por el diablo que ya haya participado por los siete años que indica la tradición y dicho instrumento indica que el ha culminado con la tradición.

### Sonajero
Se usa para sustituir los gritos, ya que en la antigüedad era la mejor forma de atraer la atención,  en aquel tiempo que no existían los teléfonos, entonces el sonajero sustituye con sonidos agradables los gritos que se usaba en el pasado, la melodía permite expresar la presencia del Diablo; los sonidos tienen el fin de representar a campanazos que permite alejar los malos espíritus.

### Pañuelos
Forman parte del vestuario tradicional y se usan dos pañuelos, uno se llevará adelante y el otro atrás, constan de diversos símbolos como la chacana, el chunukari o el Sol de oro, unos espejos, un cáliz o la imagen del Niño Rey de Reyes. Además, se utiliza un tercer pañuelo que va sobre la cabeza con el fin de evitar que la careta lastime el rostro. Además los tres pañuelos representan las parroquias de Cacha, Calpi (parroquia) y Yaruquíes.

## Creencia
Existe jerarquía diferente entre los diablos de Lata, cuando bailan por primera vez usan la careta básica de color negro y roja, además de traje azul o rojo; con el pasar del tiempo la forma de interpretar al diablo va cambiando en base a la tonalidad que presenta el traje, se realizan cambios hasta alcanzar a ser el Diablo Mayor, y su traje está repleto de adornos.
Personificar al diablo sonajero permite alegrar las comparsas, además fomentar la tradición en la cultura de Riobamba, debido a que si se personifica al Diablo de hojalata, deberá hacerlo un tiempo de 7 años consecutivos.

## Música
La música utilizada por los tradicionales diablos de hojalata es al ritmo de la antigua melodía  María Manuela interpretada por la Banda Santiago de Calpi (parroquia), sus pasos son elegantes y con mucha concordancia. Durante la alegre caminata agitan su sonajero con el objetivo de atraer a las personas a observar las alegres comparsas del pase del niño que ocurren al inicio del mes de diciembre hasta enero del siguiente año.